# Ray & the Rockets
Ray & the Rockets ist eine deutsche Rock-’n’-Roll- und Rockabilly-Band.

## Geschichte
Ray & the Rockets wurden 1997 von zwei Musikern der Freunde der italienischen Oper, dem Gitarristen Jens „Blitz“ Gouthier (alias Jänz Dittschlag) und dem Sänger Ray van Zeschau ins Leben gerufen. Schnell stieß der ehemalige Bassist von Paranoia
und Kaltfront Jörg „Sonic“ Löffler dazu. Seit den 2000ern trennten sich aber irgendwann die Wege der Urbesetzung. Auf Grund der vielen Musiker, die immer wieder bei Ray & the Rockets spielten oder spielen, wird die Band auch scherzhaft die Rock-’n’-Roll-Galeere genannt. Ray & the Rockets widmen sich vorrangig der musikalischen Umsetzung alter Rock-’n’-Roll- und Rockabillystücke aus den 50er bis frühen 60er Jahren. Dabei greift die Band auch immer wieder gern nach artverwandten Stücken des Rhythm & Blues, Country oder Swing und Boogie Woogie. Ray & The Rockets veröffentlichten im Jahre 1998, 44 Jahre nach der „Erfindung“ des Rock ’n’ Roll den ersten Rock-’n’-Roll-Tonträger Dresdens.

## Musiker, die seit 1997 mit Ray & the Rockets spielen bzw. gespielt haben
- Bishop Jürgen Rubow – Schlagzeug – Bands: Desperado5
- Bruno Webster – Schlagzeug – Bands: Space Hobos, Turn Marshalls
- Christian Schöbel – Piano – Bands: 2HOT
- Doc Thomas – Akkordeon, Gesang – Bands: Doc Thomas and his honky tonk Music Lovers, Swingin´ Westmen
- Flash Erik – Kontrabass, Schlagzeug – Bands: Ricky Rocket and his Little Greens, The Teenage Terror
- Flash Ostrock – Schlagzeug – Bands: Ohrenfeindt, Horst With No Name, Helldriver
- Harry T. Man – Schlagzeug – Bands: Code MD, Jazzorchester Prokopätz
- Herr Seifert – Schlagzeug – Bands: Letzte Instanz
- Holly Burnette – Kontrabass – Bands: Carl Perkins, Mad Sin, Dusty Gray and his rough ridin´Ramblers, Bela B, für Lee Hazlewood als Studiobassist
- Raoul Lesche – Kontrabass – Bands: The Lazy Boys, Hot Rails, John Lewis, Johnny Falstaff
- Hombre Hannez – Gitarre – Bands: Carl Perkins, Johnny Legend, Marvin Rainwater, Sundowners, Doc Thomas and his honky tonk Music Lovers, Big Bad Shakin´
- Jean Blitz Gouthier – Gitarre – Bands: Suizid, Kaltfront, Freunde der italienischen Oper, The Distorted Elvises, Rummelsnuff
- Jörg Löffler – Kontrabass, E-Bass – Bands: Rotzjungen, Paranoia, Kaltfront, Big Bad Shakin´
- Kris Fiore – Kontrabass – Bands: The Boppin Kids, The Horrible Porno Stuntmen
- Kid Richter – Schlagzeug – Bands: Doc Thomas, Raik & the Chainballs, Desperado5
- Mario Meusel – Schlagzeug – Bands: Paranoia, 2HOT
- DJ Devil – Schlagzeug – Bands: James Intveld, The Lazy Boys, Hot Rails, Johnny Falstaff, Rosis Rockets
- Michael Frick – Kontrabass – Bands: Desperado5, Hot Boogie Chillun, Bill Haley’s Comets, The BossHoss, The Meteors, The Drapers, Corvus Corax
- Mike Blisters – Kontrabass – Bands: Backwood Boys, Blisters´n Gray
- Mike T.Runner – Schlagzeug – Bands: The Lazy Boys
- Oljeg Matrosov – Balalaika – Bands: Paranoia, Apparatschik, Turn Marshalls
- Pete Deville – Schlagzeug – Bands: Hot Trigger, Dave Phillips And The Hot Rod Gang
- Rajko Gohlke – E-Bass – Bands: Freunde der italienischen Oper, Tishvaisings, Think About Mutation, Mikrowelle, Rummelsnuff, Knorkator
- Ralph Qno Kunze – Schlagzeug – Bands: Freunde der italienischen Oper, Mikrowelle, Rummelsnuff
- Roberto Bangrazi – Schlagzeug – Bands: Hot Boogie Chillun
- Sascha „Real Gone“ Koerner – Kontrabass – Bands: Hot Jumpin Six, Little Neal & the Blue Flames
- Shakin´Casi – Kontrabass – Bands: Desperado5, Calaveras, Wild Wood Boys, Ike & the Capers, Cherry Casino and the Gamblers, Round Up Boys
- Stephane Doucerain – Schlagzeug – Bands: Nikki Sudden & The Last Bandits, Nitro17
- Martin 'Luther' Duke – Gitarre – Bands: Blisters´n´Gray, The Wasted, Jesse Al Tuscan
- Steffen Deparade – Gitarre – Bands: Desperado5
- Tex Morton – Gitarre – Bands: Freunde der italienischen Oper, Die Mimmi’s, Lolitas, Die Suurbiers, Sophie Rois, Sunny Domestozs, Mad Sin
- The Josh – Kontrabass – Bands: The 2930s, Rosis Rockets, Eddy and the Backfires, The Go Getters
- Alex Anthony Faide – Gitarre – Bands: Los Twang Marvels, Sputniks, Freunde der italienischen Oper
- Boris Israel Fernandez – Schlagzeug – Bands: Freunde der italienischen Oper, Los Twang Marvels, Messer Chups
- Moe Jaksch – Kontrabass – Bands: Chuck Berry, The Baseballs (Liveband), Pankow (Livebassist)
- Axel Praefcke – Gitarre – Bands: Ike & the Capers, Cherry Casino and the Gamblers, Round Up Boys
- Andreas Henschel – Schlagzeug – Bands: The2930s, Eddy & The Backfires
- Michael ‘Humpty’ Kirscht – Kontrabass – Bands: Round Up Boys, Cherry Casino and the Gamblers
- Guss Brooks – Kontrabass – Bands: The BossHoss, The2930s, Rosis Rockets
- Carl Ritter († 24. Dezember 2021)  – Schlagzeug – Bands: The Pin Sharps
- Andy Laaf  – Schlagzeug – Bands: The Cassandra Complex, Blind Passengers, Mad Sin, Die Skeptiker
- Günter  – Schlagzeug – Bands: Teenage Terror, The Real Deal

## Diskografie

### Singles
- 1998: Rock the Universe (EP)
- 1999: The Truth About Rosswein 47
- 2000: Boogie from Outer Space (EP)
- 2001: Kosakabilly from Baikanur (EP)

### Alben
- 2002: The EP & Single Collection

## Theater
- Hamlet Special, Schauspielhaus Dresden, Regie: Hasko Weber

## TV/Film
- Eine handvoll Briefe, Regie: Peter Kahane
- Last Minute Jamaica, Regie: Klaus Lemke
- Mein Onkel Lubo, Regie: Nikola Boshankov / Ray van Zeschau